# Концепція державної міграційної політики Російської Федерації на період до 2025 року
Концепція державної міграційної політики Російської Федерації на період до 2025 року (рос. Концепция государственной миграционной политики Российской Федерации на период до 2025 года) — документ що визначає цілі, принципи, завдання, основні напрями та механізми реалізації державної міграційної політики Російської Федерації.
Проект концепції був затверджений Президентом РФ Дмитром Медведєвим в квітні 2012 року на розширеному засіданні Ради безпеки РФ.

## Підстави для укладення Концепції
|                                                      | За офіційними даними - підкреслюю, за офіційними даними, - починаючи з 2000 року до Росії приїхали близько семи мільйонів осіб. Здебільшого завдяки цьому притоку був компенсований природний спад населення, відбулася стабілізація ринку праці в деяких сферах.Оригінальний текст (рос.) По официальным данным – подчёркиваю, по официальным данным, – начиная с 2000 года в Россию приехали около семи миллионов человек. Во многом благодаря этому притоку была компенсирована естественная убыль населения, произошла стабилизация рынка труда в некоторых сферах. |
| — Д.Медведєв, Засідання Ради безпеки РФ (2012-04-27) | |

В світі поглиблюються тенденції вільного переміщення громадян. Збільшення кількості мігрантів потребує від сучасних країн нової політики що пов'язана з вирішенням проблемам:
1. реалізація трудового потенціалу;
2. соціокультурна адаптація.

За прогнозами експертів найближчі десятиліття саме за рахунок мігрантів можуть бути компенсовані негативні соціально-економічні тенденції, зокрема: 
1. збільшення дефіциту робочої сили;
2. структурні диспропорції на ринку праці.

Відсутність ефективного контролю породжує збільшення кількості нелегалів що є сприятливою сферою для: тіньового сектору економіки, корупції та правопорушень. Що в свою чергу провокує розвиток ксенофобії та міжнаціональних конфліктів. Окрім умов для адаптації, мігрантам потрібно забезпечити захист їх прав та свобод.

## Мета міграційної політики Росії
Головна мета залишається попередньою — забезпечення потреб економіки у відповідній робочій силі, і перш за все за рахунок переселення в Росію співвітчизників на постійне проживання.
1. Як наслідок реалізації концепції в Росії повинно з'явитись чіткі механізми: підрахунку нелегалів і потреб держави в іноземній робочій силі, а також спрощення оформлення документів.
2. Збільшити мобільність населення між регіонами.
3. Рішуча боротьба з незаконною міграцією. Нелегали знаходять поза зоною контролю держави, поповнюючи собою нижчі соціокультурні рівні та кримінальні угрупування.
4. Впровадження більш ефективних і рішучих механізмів соціокультурної інтеграції іноземців в російську спільноту.
5. Більш активною повинна стати міжнародна складова - співробітництво у сфері міграції з країнами СНД та іншими державами.